# Флаг Сусуманского района
Флаг муниципального образования «Сусума́нский район» Магаданской области Российской Федерации — опознавательно-правовой знак, служащий официальным символом муниципального образования.
Ныне действующий флаг утверждён 25 сентября 2008 года решением Собрания представителей Сусуманского района № 384 и 11 декабря 2008 года внесён в Государственный геральдический регистр Российской Федерации с присвоением регистрационного номера 4524.

## Описание
«Прямоугольное полотнище красного цвета с отношением ширины к длине 2:3, воспроизводящее фигуры из герба района, выполненные белыми, голубыми, жёлтыми и чёрными цветами».

## Обоснование символики
Флаг разработан на основе герба муниципального образования «Сусуманский район», символика фигур которого такова.
Река Колыма образуется из двух рек: левая вершина — Аян-Юрях, правая — Кулу. С начала 30-х годов под названием «Колыма» стала пониматься не только река, но и обширная область Крайнего Северо-Востока. Дорога, связывающая горняцкие посёлки с центром получила название «Колымская трасса», а люди, живущие здесь, носят гордое имя «Колымчане».
Символика вилообразного креста многозначна:
— место слияния рек Кулу и Аян Юрях в реку Колыму;
— реку Берелёх, на которой стоит административный центр района — Сусуман, и другие реки района;
— шоссейные дороги (серебро), соединяющие посёлки Сусуманского района между собой и с центром.
На территории Сусуманского района расположены два самых крупных золотодобывающих предприятия: ПАО «Сусуманзолото» и ГДК «Берелех», на долю которых приходится значительная часть добычи золота в области. Две скрещённые кирки на флаге района символизируют две ветви горнодобывающей отрасли и одновременно два самых крупных горнодобывающих предприятия района.
В 1936 году геологом Б. М. Вронским в бассейне реки Эмтегей было открыто крупнейшее на Колыме месторождение каменного угля — Аркагалинское. Много лет «чёрное золото» Аркагалы обеспечивает теплом предприятия и посёлки не только района, но и центральной Колымы. Золото-чёрная пирамида — символ золото- и угле — добычи. Пирамида — символ мудрости, вечности, доблести и покоя.
Красный цвет — символ мужества, жизнеутверждающей силы и красоты, праздника, труда.
Жёлтый цвет (золото) — символ высшей ценности, величия, великодушия, богатства, урожая.
Белый цвет (серебро) — символ чистоты, ясности, открытости, божественной мудрости, примирения.
Синий цвет (лазурь) — символ возвышенных устремлений, искренности, преданности, возрождения.
Чёрный цвет символизирует благоразумие, мудрость, скромность, честность.